# Marge Piercy
Marge Piercy (Detroit, 31 marzo 1936) è una scrittrice e attivista statunitense. È ricordata soprattutto per i suoi romanzi, tra cui He, She and It, vincitore del Premio Arthur C. Clarke nel 1993, e per il suo sostegno alle lotte per i diritti delle donne.

## Vita
Marge Piercy è nata il 31 marzo 1936 a Detroit, in Michigan, in un quartiere operaio. Il padre, Robert Douglas Piercy, era di origini inglesi e gallesi, e non professava alcun credo religioso; la madre, Bert Bernice Bunnin, proveniva da una famiglia ebrea. Marge Piercy è sempre stata molto legata alla madre. Descritta come una donna emotiva, piena di immaginazione, ma anche di stranezze e superstizioni, passò alla figlia l'amore per i libri e la passione per la poesia. Piercy fu particolarmente legata anche alla nonna materna, un'immigrante di origini lituane. Persona estremamente religiosa, attraverso i suoi racconti trasmise a Piercy l'interesse per la cultura e le tradizioni ebraiche. Il nonno materno era un attivista politico rivoluzionario di origine russa che venne assassinato durante la sua attività in un'organizzazione sindacale.
Gli anni dell'infanzia di Piercy furono relativamente tranquilli, ma la situazione cambiò con la sua iscrizione alla scuola elementare, dove diventò vittima di bullismo a causa della sua religione. In seguito si ammalò gravemente di rosolia e di febbre reumatica e fu costretta a letto per parecchio tempo. I libri divennero il suo rifugio, e la malattia la spinse verso la letteratura. Piercy era estremamente brillante, leggeva voracemente e si avvicinò alla scrittura quando aveva solo quindici anni. All'età di diciassette anni vinse una borsa di studio per l'Università del Michigan, diventando la prima della sua famiglia ad andare al college. Negli anni dell'università vinse molti premi per le sue poesie e i suoi racconti, e nel 1957 si laureò in Letteratura e Arte. Un anno dopo completò gli studi magistrali alla Northwestern University. Piercy intraprese poi gli studi di dottorato, che interruppe poco dopo per dedicarsi a tempo pieno alla sua carriera di scrittrice.
Nel 1957 sposò Michel Schiff, un ebreo francese che si era opposto alla guerra in Algeria, e si trasferì a Parigi con lui. Il matrimonio non durò molto e dopo il divorzio Piercy ritornò in America, trasferendosi a Chicago. L'autrice ricorda questi anni come i più duri della sua vita: dovette lottare contro la povertà e svolgere diversi lavori per sopravvivere. Si sentiva inoltre un fallimento come donna, in quanto già divorziata e senza lavoro, e come scrittrice, in quanto la sua carriera faticava a prendere il via.
Nel 1962 si sposò una seconda volta con un informatico di nome Robert Shapiro. Lei e il marito vissero e lavorarono tra Boston e New York; il loro non fu un vero e proprio matrimonio, ma una relazione aperta. Nel 1969 Piercy si ammalò gravemente di bronchite cronica e fu confinata a letto per parecchio tempo. Nel 1971 si trasferì con il marito a Cape Cod, nella speranza di trovare un ambiente che favorisse la sua guarigione. I due comprarono casa a Weelfleet. Piercy si abituò subito alla tranquilla vita lontano dalla città, al contrario del marito, che si sentiva isolato dal resto del mondo. Questa fu una delle cause che portò i due a divorziare nel 1976.
Nel 1982 Marge Piercy sposò lo scrittore Ira Wood. I due vivono a Wellfleet con i loro quattro gatti.

## Religione
Gli anni dell'infanzia di Piercy coincisero con gli anni della Seconda Guerra Mondiale: in quel periodo di fortissimo antisemitismo, fu costretta a rendersi conto fin da piccola cosa significasse essere un'ebrea. Più volte la madre le consigliò di mentire riguardo alla propria religione per proteggersi. Tuttavia Piercy sentiva una forte attrazione per l'ebraismo, probabilmente perché, come lei stessa dice, non le venne mai imposto con la forza, ma imparò ad amare grazie alla madre e alla nonna materna.
In una delle sue interviste Piercy ricorda come all'età di quindici anni provò ad avvicinarsi al buddhismo, ma dopo averne studiato gli aspetti fondamentali, si rese conto che questa religione non faceva per lei. In seguito, durante gli anni del college, l'autrice che fino a quel momento aveva sentito il suo ebraismo come una questione più che altro culturale, iniziò a considerarlo come la sua religione a tutti gli effetti. Piercy si considera un'ebrea ricostruzionista. Questo ramo dell'ebraismo, che unisce il rispetto delle tradizioni all'idea dell'uguaglianza tra uomo e donna, è per l'autrice la formula che meglio si concilia con le sue convinzioni femministe.
L'ebraismo ha influenzato e continua ad influenzare tutti gli aspetti della vita di Marge Piercy, dalle sue opere alla sua più generale visione del mondo. In un'intervista pubblicata nel 2015, Piercy ha affermato che l'ebraismo ha rinforzato sia il suo femminismo che la sua consapevolezza ecologica.

## Attivismo politico
Negli anni del suo secondo matrimonio, Piercy iniziò a prendere parte a organizzazioni di sinistra, dividendosi tra Boston e New York. Prese parte al movimento SDS (Students for a Democratic Society) e in seguito fondò una propria sezione di questa organizzazione, l'MDS (Movement for a Democratic Society) con base a Brooklyn. Successivamente divenne un'organizzatrice all'interno dell'ufficio regionale di New York del movimento SDS. Nel 1969 la scrittrice, delusa dal disinteresse del movimento per la questione femminile, decise di allontanarsene per dedicarsi interamente ai movimenti che si battevano per la causa femminista.
Marge Piercy ed il marito Ira Wood sono ancora oggi membri attivi della loro comunità. Sono entrambi membri del Partito Democratico. Piercy è attiva in diversi gruppi che offrono supporto alle donne, finanziano ricoveri per le persone bisognose e si oppongono alla guerra. È inoltre parte di vari gruppi ebraici, tra cui l'Am-Ha-Yam, che promuove eventi e incontri per la comunità ebraica di Cape Cod.

## Opere
Nel corso della sua carriera Marge Piercy ha scritto diversi romanzi e raccolte di poesie, oltre che un volume di saggi, varie recensioni, e un'autobiografia. Piercy e il marito Ira Wood sono i proprietari di una casa editrice privata, la Leapfrog Press.

### Romanzi
I romanzi di Marge Piercy esplorano diversi contesti e periodi storici. Fin dal suo esordio si sono contraddistinti per il forte impegno politico, e negli anni Cinquanta e Sessanta nessuna casa editrice fu disposta a pubblicarli. Anche in seguito molti critici non apprezzarono la sua produzione letteraria, convinti che i suoi romanzi sacrificassero l'integrità letteraria per le convinzioni politiche. I suoi libri cominciarono a circolare ed avere successo con la diffusione dei movimenti femministi negli Stati Uniti.
I primi due romanzi di Piercy, Going Down Fast (1969) e Dance The Eagle to Sleep (1970), hanno come soggetto le organizzazioni studentesche degli anni Sessanta e la nascita e lo sviluppo dei movimenti radicali di sinistra. Nei romanzi successivi vi è uno spostamento verso temi più femministi; in questi romanzi i personaggi sono per la maggior parte femminili, e rappresentano donne che lottano per trovare la propria identità. Nei romanzi Small Changes (1973) e The High Cost of Living (1978) le protagoniste sono donne che lottano contro una società repressiva, che si ribellano al controllo esercitato dagli uomini e cercano di trovare la propria consapevolezza di sé attraverso l'esplorazione della propria sessualità e le relazioni con le altre persone. L'attenzione dei romanzi è focalizzata sui personaggi e il loro sviluppo psicologico. Piercy rivive le proprie esperienze in quanto donna e in quanto femminista, riscrivendole attraverso i suoi personaggi. La sua scelta di trattare di donne e soprattutto di farle parlare in prima persona, corrisponde al desiderio di conferire loro il controllo della propria identità.
Anche se la maggior parte delle eroine dei romanzi di Piercy è ebrea, in quasi tutti questi romanzi l'appartenenza a tale comunità ha un ruolo di secondo piano rispetto al genere e alla classe sociale. Vi sono però delle eccezioni, dei romanzi in cui le protagoniste sentono profondamente la propria appartenenza alla comunità ebraica e sentono che essa ha un grande ruolo nel processo di costruzione della loro identità. Queste donne, che appartengono alla generazione cresciuta con i movimenti femministi degli anni Sessanta e Settanta, hanno un occhio critico nei confronti dell'ebraismo tradizionale (religione che da sempre assegnava alle donne un ruolo di subordinazione) e sentono fortemente il desiderio di trovare un compromesso tra due cose apparentemente inconciliabili: la religione ebraica e uno stile di vita più moderno, libero ed emancipato. Nel romanzo Gone to Soldiers (1987), la protagonista è una giovane ebrea che inizialmente prova un rifiuto per le sue origini, ma dopo aver perso l'intera famiglia e molti amici per mano dei nazisti, abbraccia la propria fede e inizia ad aiutare concretamente le persone che come lei sono in pericolo di vita. La protagonista di Summer People (1989), unisce la propria vita anti-convenzionale con le tradizioni ebraiche, nel tentativo di dare ad esse un nuovo significato che si concili con la sua vita di donna moderna.
Il romanzo Braided Lives (1982) è sicuramente il più autobiografico dell'autrice. La protagonista, Jill, è come Piercy una giovane studentessa ebrea e aspirante scrittrice. Jill si troverà a dover superare gli ostacoli che la separano dal suo sogno di scrittrice e a lottare per costruire la propria identità in un periodo di forte decadenza religiosa, connotato dal diffondersi dell'antisemitismo e della disuguaglianza sociale.
Il romanzo fantascientifico He, She and It (tradotto in Italia con il titolo di Cybergolem) è tra i più conosciuti dell'autrice. In esso si intrecciano due storie: la prima, ambientata in un'immaginaria città del futuro, Tikva, vede protagoniste due scienziate incaricate di costruire un robot umanoide che ha il compito di difendere la città; la seconda è ambientata nel XVII secolo nel ghetto ebreo di Praga, ed è la storia di un Golem progettato per proteggere gli ebrei dall'antisemitismo. Questo romanzo è stato molto apprezzato per la sua originalità, e nel 1993 ha vinto il premio Arthur C. Clarke come migliore romanzo di fantascienza.

### Poesia
Marge Piercy ha dichiarato che la sua poesia rappresenta qualcosa di "più personale e più universale" rispetto alla sua prosa: la scrittura di un romanzo rappresenterebbe un processo molto più artificiale, che richiede tantissimo tempo. Non è dunque un caso che le poesie di Piercy siano nettamente più autobiografiche rispetto ai suoi romanzi: esse riflettono il modo in cui la sua vita e le sue convinzioni politiche sono cambiate nel corso del tempo. La poesia di Marge Piercy può essere differenziata in due diversi gruppi: la poesia "privata" e la "poesia pubblica".

#### Poesia privata
La poesia privata di Marge Piercy si sviluppa intorno alla vita personale dell'autrice e alle sue relazioni con amici e familiari, ripercorrendone i cambiamenti. Nelle sue prime poesie, che coincidono con gli anni della sua gioventù e dei suoi primi due infelici matrimoni, l'autrice esprime la difficoltà di comunicazione fra uomini e donne nella composizione di poemi che hanno la struttura di dialogo. Le opere successive, coincidenti con gli anni del trasferimento a Cape Cod e con il matrimonio con Ira Wood, dipingono donne molto più felici e riflettono la mutata situazione personale dell'autrice.
Molte delle sue poesie autobiografiche sono dedicate alla madre e alla nonna, che svolsero un ruolo chiave nel forgiare il suo carattere e i suoi interessi. Le due donne, profondamente religiose, avevano sacrificato la loro vita per il marito e per i figli. Se da una parte Piercy le amò profondamente, dall'altra, attraverso il modello che esse rappresentavano, si rese conto di avere aspirazioni molto diverse. Probabilmente fu anche questa consapevolezza, causa di successivi dissidi con la madre, a rendere l'autrice una donna indipendente, desiderosa di libertà e di nuove esperienze.

#### Poesia pubblica
Durante tutta la sua vita l'autrice ha scritto anche poesie a carattere più politico su diverse questioni fondamentali, quali i diritti degli animali, i problemi dell'ambiente e soprattutto i diritti delle donne. A differenza di quelle a sfondo personale, queste poesie sono connotate da una grande intensità di toni e dall'assunzione di posizioni radicali che hanno sempre allontanato molti critici. Gli argomenti trattati dall'autrice sono molto variegati e vanno dall'ineguaglianza nei posti di lavoro al trattamento delle donne come oggetti sessuali, dall'aborto alla violenza sessuale.

## Opere principali
Elenco sintetico delle opere di Marge Piercy, divise per tipologia e ordine cronologico di pubblicazione.

### Romanzi
- 1969. Going Down Fast. New York: Trident
- 1970. Dance the Eagle to Sleep. Garden City, NY: Doubleday
Metti L'Aquila a Dormire. Traduzione di Attilio Veraldi. Garzanti (1972)

- 1973. Small Changes. Garden City, NY: Doubleday
- 1976. Woman on The Edge of Time. New York: Knopf 
Sul Filo del Tempo. Traduzione di Andrea Buzzi. Elèuthera (1990)
- 1978. The High Cost of Living. New York: Harper and Row
- 1979. Vida. New York: Fawcett Crest
- 1982. Braided Lives. New York: Summit
- 1984. Fly Away Home. New York: Fawcett Crest
- 1987. Gone to Soldiers. New York: Fawcett Crest 
I giorni dell'odio. Traduzione di Grazia Gatti. Sperling & Kupfer (1988)
- 1989. Summer People. New York: Summit
- 1991. He, She and It. New York: Knopf 
Cybergolem. Traduzione di Andrea Buzzi. Elèuthera, 1995
- 1994. The Longings of Women. New York: Fawcett Columbine

### Poesie
- 1968. Breaking Camp. Middletown, Conn., Wesleyan Univ. Press
- 1969. Hard Loving. Middletown, Conn., Wesleyan Univ. Press
- 1973. To Be of Use. New York: Doubleday
- 1976. Living in The Open. New York: Knopf
- 1978. The Twelve-Spoked Wheel Flashing. New York: Knopf
- 1980. The Moon Is Always Female. New York: Knopf
- 1982. Circles on the Water: Selected Poems. New York: Knopf
- 1983. Stone, Paper, Knife. New York: Knopf
- 1985. My Mother's Body. New York: Knopf
- 1988. Available Light. New York: Knopf
- 1999. The Art of Blessing the Day: Poems With a Jewish Theme. New York: Knopf

### Collezioni di Saggi
- 1982. Parti-Colored Blocks for a Quilt. (Poets on Poetry Series) Ann Arbor: Univ. of Michigan Press

### Opere Teatrali
- 1980. [in collaborazione con Ira Wood]. The Last White Class. Trumansburg, NY: Crossing Press